# Broadview Heights
Broadview Heights – miasto w Stanach Zjednoczonych, w stanie Ohio.
Według danych z 2010 r. hrabstwo miało 19 400 mieszkańców, co  oznacza wzrost o 21,5% w stosunku do spisu z 2000 roku.